# Wilsonslingor
Wilsonslingor även Wilsonloopar, efter fysikern Kenneth Wilson, är ett begrepp inom Gaugeteorin. Wilsonslingor introducerades på 1970-talet för att förklara fenomen inom kvantkromodynamiken, QCD.
Wilsonslingor är också central i teorin om loopkvantgravitationen och strängteorin. 